# Cyrtandra macrotricha
Cyrtandra macrotricha är en tvåhjärtbladig växtart som beskrevs av Margaret Clark Gillett. Cyrtandra macrotricha ingår i släktet Cyrtandra och familjen Gesneriaceae. Inga underarter finns listade i Catalogue of Life.